# 在モンゴルトルコ共和国大使館
在モンゴルトルコ共和国大使館（トルコ語: Türkiye Cumhuriyeti Moğolistan Büyükelçiliği / T.C. Moğolistan Büyükelçiliği、モンゴル語: Бүгд Найрамдах Турк улсаас Монгол улсад суугаа Элчин сайдын яам、英語: Embassy of the Republic of Turkey in Mongolia）は、モンゴル国の首都ウランバートルにあるトルコの大使館。

## 沿革
1959年にトルコ共和国とモンゴル人民共和国の間で外交関係が樹立されたが、モンゴル人民共和国の時代にはウランバートルに大使館が設置されないまま、1992年2月、モンゴル国憲法施行により国号がモンゴル人民共和国からモンゴル国へと変わる。
1995年にトルコ共和国とモンゴル国の間で友好関係協力条約が結ばれた後、1996年にウランバートルの在モンゴルトルコ共和国大使館が開館した。初代大使はヴァロル・エズコジャク。

## 住所
| モンゴル語 | Энхтайвны гудамжны-17 Улаанбаатар 15160 |
| 英語       | Peace Avenue 17 Ulaanbaatar 15160       |

## 大使
2021年5月13日より、ザフェル・アテシュ（トルコ語: Zafer Ateş）が特命全権大使を務めている。